# 名古屋都ホテル
名古屋都ホテル（なごやみやこホテル）は、近鉄グループの近鉄・都ホテルチェーン（1999年（平成11年）以降は都ホテルズ&リゾーツ）が愛知県名古屋市中村区名駅でかつて運営していたホテル。

## 概要
高度経済成長のさなか、東海道新幹線が開業する前年の1963年（昭和38年）に名古屋駅前にオープンした。
前身は1947年（昭和22年）に開業した「中央ホテル」（開業時は「中京ホテル」）である。同ホテルは愛知県、名古屋市、名古屋鉄道、日本交通公社と共同で設立したホテルで、1955年（昭和30年）には日本交通公社から株式を譲り受けて傘下に収めていたものである。同ホテルは建替えのために1961年（昭和36年）に閉鎖となったのち1962年（昭和37年）に「株式会社名古屋都ホテル」に社名を改めている。
意匠設計は村野藤吾が担当した。当時としては斬新なアルミニウムの窓枠が注目を集め、名駅周辺に同時期にオープンした他のホテルと共に「駅前ホテル村」とも通称されていた。300室を持つ中京地区随一の大型ホテルであり、1970年（昭和45年）に東側を増築し400室の規模となった。
多様な目的に使用され、読売ジャイアンツなどプロ野球球団の定宿地とみなされていたこともあったが、新たなホテルの開業と宿泊需要の変化に伴い客数が減少し、2000年（平成12年）3月に営業を終了した。これ以後、近鉄の東のターミナルである名古屋には「都ホテル」ブランドのホテルは現在まで存在しない（近鉄グループ全体では三交インが名古屋駅新幹線口と伏見にある）。
跡地はトヨタグループの東和不動産に売却され、豊田通商やピカデリー（映画館）などが入る多目的ビルのセンチュリー豊田ビルとなっている。
2017年（平成29年）3月には近鉄名古屋駅と名鉄名古屋駅の一体再開発に伴い、都ホテルブランドや外資系との連携による近鉄系ホテルの再進出が検討されていることが明らかとなった。2017年（平成29年）現在、近鉄名古屋駅ビルにある商業施設・近鉄パッセに充てている分をホテルにするとみられるが、名鉄グランドホテルを運営する名鉄との客層の住み分けなど協議が必要とされている。

## 補足
名古屋都ホテルに直結していることに名を因んだ名駅周辺の地下街の一つである「ミヤコ地下街」（ホテル開業と同じ1963年（昭和38年）にオープンした）は、現在もその名前のまま存続している。
また1967年（昭和42年）に運行を開始した近鉄12000系電車（スナックカー）において、供食設備であるスナックコーナーを名古屋都ホテルが運営していたこともあった。そのため12000系のスナックコーナーには「みやこコーナー」という別名が存在した。
1984年（昭和59年）に四日市都ホテルの運営会社を吸収合併したため、以後2000年（平成12年）まで名古屋都ホテルの姉妹ホテルとして同ホテルの運営を続けていた（現在、同ホテルは近鉄ホテルシステムズが運営）。